# Stadacona (division sénatoriale canadienne)
Ne doit pas être confondu avec Stadacona (conseil législatif).
Division du Sénat du Canada
Stadacona est une division sénatoriale du Canada.

## Description
Il s'agit de la plus petite division sénatoriale au Canada. Son territoire correspond essentiellement au Vieux-Québec.

## Liste des sénateurs
| Mandat | Mandat                              | Sénateur                       | Parti                     | Nommé par           |
| ------ | ----------------------------------- | ------------------------------ | ------------------------- | ------------------- |
|        | 23 octobre 1867 - 23 octobre 1867   | Narcisse-Fortunat Belleau      | Conservateur              | Proclamation royale |
|        | 2 novembre 1867 - 30 juin 1872      | Joseph-Édouard Cauchon         | Conservateur indépendant  | Proclamation royale |
|        | 20 février 1873 - 8 janvier 1874    | Pierre-Joseph-Olivier Chauveau | Conservateur              | Macdonald           |
|        | 27 mars 1874 - 15 décembre 1891     | Pierre Baillargeon             | Libéral                   | Mackenzie           |
|        | 23 février 1892 - 20 décembre 1919  | Auguste Landry                 | Conservateur              | Abbott              |
|        | 10 janvier 1920 - 27 septembre 1941 | Lorne Campbell Webster         | Conservateur              | Borden              |
|        | 9 juin 1945 - 16 août 1970          | Jean-Marie Dessureault         | Libéral                   | King                |
|        | 1er septembre 1972 - 7 août 1990    | Martial Asselin                | Progressiste-conservateur | P. Trudeau          |
|        | 23 septembre 1990 - 9 décembre 1992 | Claude Castonguay              | Progressiste-conservateur | Mulroney            |
|        | 11 mars 1993 - 31 janvier 2015      | Jean-Claude Rivest             | Progressiste-conservateur | Mulroney            |
|        | 25 novembre 2016 - 30 juin 2025     | Marc Gold                      | GSI (2016-2020)           | J. Trudeau          |
|        | 25 novembre 2016 - 30 juin 2025     | Marc Gold                      | Non affilié (2020- )      | J. Trudeau          |